# Fernando Lúcio da Costa
Fernando Lúcio da Costa, conocido como Fernandão (Goiânia, 18 de marzo de 1978-Aruanã, Goiás, 7 de junio de 2014), fue un exfutbolista brasileño que jugaba como delantero y destacó especialmente en el Internacional de Porto Alegre, club del que también fue entrenador y director deportivo.

## Carrera profesional
Como jugador, Fernandão fue uno de los grandes ídolos del Internacional de Porto Alegre, con el que conquistó la Copa Libertadores y el Mundial de Clubes de la FIFA en el año 2006, la Recopa Suramericana en el año 2007 y el Campeonato Gaucho en los años 2005 y 2008. Más tarde, ya retirado, desempeñó las funciones de director deportivo del año 2011 hasta mitad de 2012, cuando se lo nombró como nuevo entrenador del club, cargo que ocuparía hasta final de aquel año.
Durante su carrera como futbolista activo, que concluyó en el año 2011, también militó en el Olympique de Marsella y el Toulouse de la liga francesa y el Al-Gharafa de Catar. 

## Fallecimiento

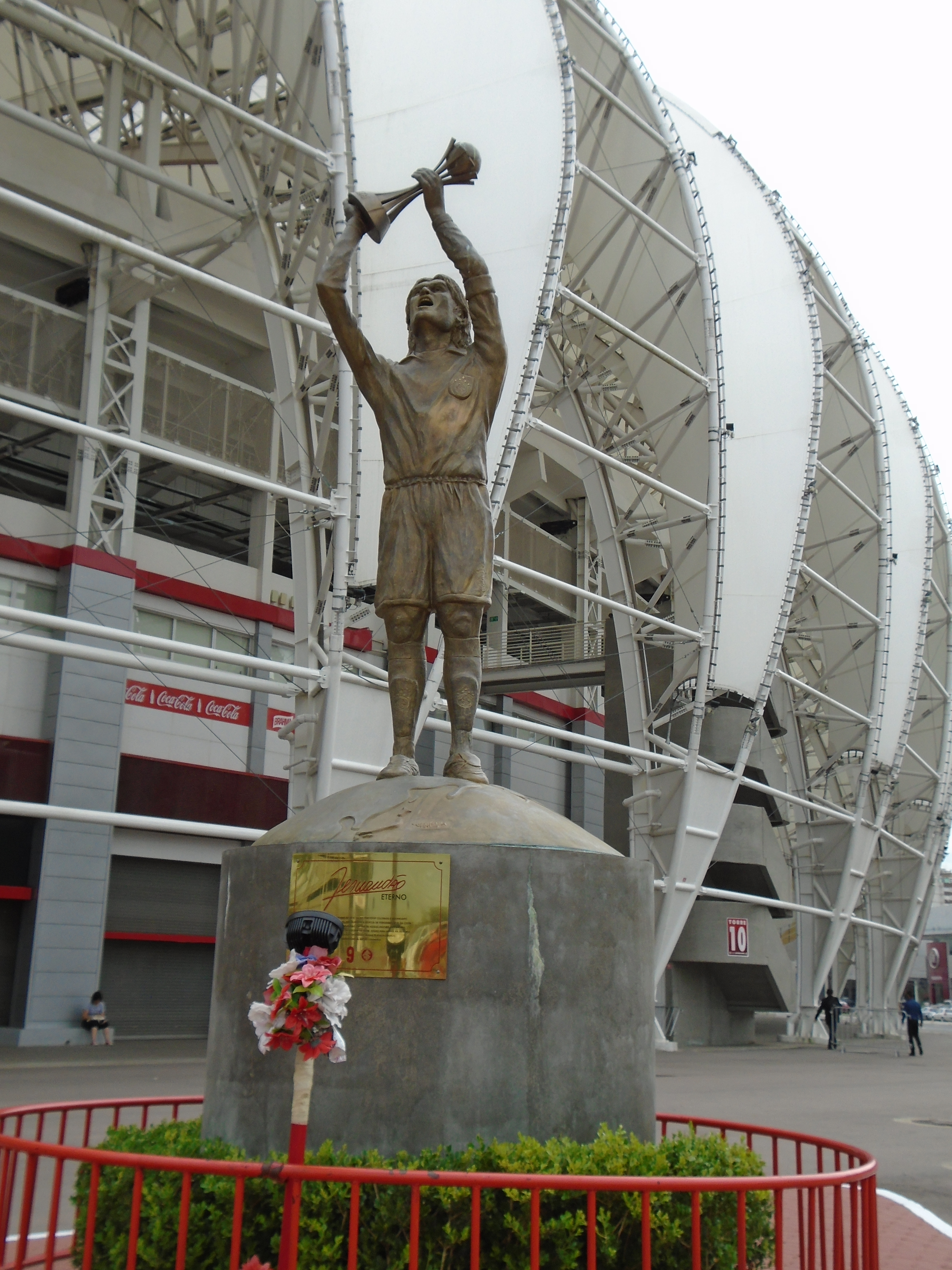
Estatua de Fernandão en las afueras del estadio Beira-Rio.

Falleció hacia las 2.00 hora local (6.00 GMT) del sábado 7 de junio de 2014, cuando el helicóptero en el que viajaba sufrió un accidente en la localidad brasileña de Aruanã, situada a unos 315 kilómetros de distancia de la capital, Goiânia, informado por la Policía Civil. Junto al exfutbolista de 36 años se encontraban cuatro personas que tampoco sobrevivieron.
Ocho años tras la victoria de Internacional en el Mundial de Clubes de 2006, se inauguró una estatua de Fernandão con la copa.

## Clubes
| Club                  | País    | Año       |
| --------------------- | ------- | --------- |
| Goiás                 | Brasil  | 1997-2000 |
| Olympique de Marsella | Francia | 2001-2003 |
| Toulouse              | Francia | 2003-2004 |
| Internacional         | Brasil  | 2004-2008 |
| Al-Gharrafa           | Catar   | 2008-2009 |
| Goiás                 | Brasil  | 2009-2010 |
| São Paulo             | Brasil  | 2010-2011 |

## Palmarés

### Campeonatos regionales
| Título            | Club          | País   | Año  |
| ----------------- | ------------- | ------ | ---- |
| Campeonato Goiano | Goiás         | Brasil | 1996 |
| Campeonato Goiano | Goiás         | Brasil | 1997 |
| Campeonato Goiano | Goiás         | Brasil | 1998 |
| Campeonato Goiano | Goiás         | Brasil | 1999 |
| Campeonato Goiano | Goiás         | Brasil | 2000 |
| Copa Centro-Oeste | Goiás         | Brasil | 2000 |
| Copa Centro-Oeste | Goiás         | Brasil | 2001 |
| Campeonato Gaúcho | Internacional | Brasil | 2005 |
| Campeonato Gaúcho | Internacional | Brasil | 2008 |

### Campeonatos nacionales
| Título        | Club        | País   | Año  |
| ------------- | ----------- | ------ | ---- |
| Serie B       | Goiás       | Brasil | 1999 |
| Liga de Catar | Al-Gharrafa | Catar  | 2009 |

### Campeonatos internacionales
| Título                 | Club          | País   | Año  |
| ---------------------- | ------------- | ------ | ---- |
| Copa Libertadores      | Internacional | Brasil | 2006 |
| Copa Mundial de Clubes | Internacional | Japón  | 2006 |
| Recopa Sudamericana    | Internacional | Brasil | 2007 |

### Distinciones individuales
| Distinción                                 | Año  |
| ------------------------------------------ | ---- |
| Goleador de la Copa Libertadores (5 goles) | 2006 |